# Tractat del Sarre
El Tractat del Sarre o Tractat de Luxemburg (en alemany: Saarvertrag o Vertrag von Luxemburg) va ser un acord efectuat entre la República Federal d'Alemanya (RFA) i França, el qual va reconèixer la recuperació del territori del Sarre per part del primer.

## Context
Després de la derrota del Reich en la Segona Guerra Mundial, les potències vencedores van consensuar la divisió d'Alemanya en quatre regions d'ocupació i la cessió de diversos territoris sobre els quals el Reich gaudia de sobirania efectiva. Entre els territoris cedits, el Sarre n'era l'excepció perquè va ser fundat el 1947 com un protectorat francès autònom. Encara mantenia forts vincles amb l'economia i política francesa, aquest territori no mantenia cap adhesió amb el seu sistema jurídic; cosa que va permetre la creació d'una autoritat governamental, una moneda de curs legal pròpia i l'emissió de documents d'identitat i passaports.
Aquest tractat va ser signat el 27 d'octubre de 1956 a la ciutat de Luxemburg pels ministres de Relacions Exteriors Heinrich von Brenton i Christian Pineau, representant a la RFA i França, respectivament. Aquest acord va ser assolit després d'un plebiscit realitzat el 23 d'octubre de l'any anterior sobre la ratificació de l'Estatut del Sarre, el qual va ser rebutjat.
El Landtag —parlament estatal— del Sarre va declarar l'annexió d'aquest estat federat a la RFA el 14 desembre de 1956, encara que el procés va concloure l'1 de gener de 1957. Des de 1957-1959 hi va haver una transició econòmica en l'estat del Sarre, en el qual s'empraven dues monedes de curs legal, el franc del Sarre -vigent des 1948- i el marc alemany.